# Siberische heuvelruggen
De Siberische heuvelruggen (Russisch: Сибирские Увалы; [Sibirskieje Oevaly]) is een serie heuvelruggen op het West-Siberisch Laagland in het autonome district Chanto-Mansië binnen de Russische oblast Tjoemen. Ze liggen in de breedte verspreid over 900 kilometer; vanaf de westelijke rivier de Ob tot vlak bij de oostelijkere rivier de Jenisej. De tot 285 meter hoge heuvelruggen vormen de waterscheiding tussen de bronnen van de stroomgebieden van de rivieren Kazym, Nadym, Poer en Taz. Het westelijk deel is sterk gefragmenteerd en moreen-heuvelachtig en het centrale deel is het laagst met fluvioglaciale afscheidingen en is erg moerassig.
Op de westelijke en oostelijke hoogten overheersen de zilversparren, bladverliezenden en dennebossen. In het centrale gebied bevinden zich vooral bladverliezende bomen en moerassen.
Rivieren die wegstromen van de Siberische heuvelruggen zijn zoal de Vyngapoer, Jangjagoen en Njoetsja-Komoetajacha die samen de Pjakoepoer voeden die uitkomt in de Poer.